# Superliga 2023-2024 (Serbia)
La SuperLiga 2023-2024, anche nota come Mozzart Bet SuperLiga per motivi di sponsorizzazione, è la diciottesima edizione della massima serie del campionato serbo di calcio, iniziata il 29 luglio 2023 e che vedrà terminare la stagione regolare il 14 aprile 2024, prima dell'inizio della fase dei play off e dei play out.
Lo Stella Rossa, squadra campione in carica, ha vinto il suo decimo titolo nazionale, il settimo consecutivo, stabilendo un nuovo primato nazionale di campionati vinti consecutivamente. 

## Stagione

### Novità
Le squadre partecipanti sono 16 per il terzo anno consecutivo, dopo la riduzione operata dalla federazione nazionale a partire dalla stagione 2021-2022. Dalla stagione precedente sono state retrocesse Mladost GAT e Kolubara, sostituite dalle squadre promosse dalla Prima Lega, IMT Belgrado e Železničar Pančevo, entrambe alla prima esperienza nella massima serie della loro storia.
Una delle novità più rilevanti riguarda i calciatori in possesso della cittadinanza di uno degli stati membro dell'Unione Europea, che da questa stagione non saranno più considerati stranieri.
Il campionato sarebbe dovuto iniziare il 22 luglio, ma è stato posticipato al 29 luglio a causa di un ricorso presentato dal Kolubara contro la penalizzazione della scorsa stagione, che ha contribuito alla retrocessione.

### Formula
Le 16 squadre partecipanti giocano un girone all'italiana con partite di andata e ritorno, per un totale di 30 giornate. Al termine della stagione regolare, le squadre vengono divise in due gruppi: le prime 8 giocano un girone di sola andata, per 7 ulteriori giornate, per il titolo nazionale e le qualificazioni alle competizioni europee, mentre le ultime 8 giocano un altro girone di sola andata per non retrocedere in Prva Liga.
La prima classificata nel girone scudetto è campione di Serbia e si qualifica per la UEFA Champions League 2024-2025 con la seconda classificata, mentre le squadre terza, quarta e quinta si qualificano per la UEFA Conference League 2024-2025.
Le ultime due classificate del girone per la salvezza vengono retrocesse direttamente, mentre terzultima e quartultima giocano uno spareggio promozione-retrocessione contro due squadre di Prva Liga per due posti in SuperLiga.

## Squadre partecipanti
| Club                | Città        | Stadio             | Stagione precedente    |
| ------------------- | ------------ | ------------------ | ---------------------- |
| Čukarički           | Belgrado     | Stadio Čukarički   | 3º posto in Superliga  |
| IMT Belgrado        | Belgrado     | Stadio Bojan Majić | 1º posto in Prva Liga  |
| Javor Ivanjica      | Ivanjica     | Stadio Municipale  | 12º posto in Superliga |
| Mladost Lučani      | Lučani       | Stadio Mladost     | 11º posto in Superliga |
| Napredak Kruševac   | Kruševac     | Stadio Mladost     | 9º posto in Superliga  |
| Novi Pazar          | Novi Pazar   | Stadio municipale  | 6º posto in Superliga  |
| Partizan            | Belgrado     | Stadio Partizan    | 4º posto in Superliga  |
| Radnički Kragujevac | Kragujevac   | Stadio Čika Dača   | 8º posto in Superliga  |
| Radnički Niš        | Niš          | Stadio Čair        | 14º posto in Superliga |
| Radnik Surdulica    | Surdulica    | Stadio municipale  | 13º posto in Superliga |
| Spartak Subotica    | Subotica     | Stadio municipale  | 10º posto in Superliga |
| Stella Rossa        | Belgrado     | Stadio Rajko Mitić | Campione di Serbia     |
| TSC Bačka Topola    | Bačka Topola | TSC Arena          | 2º posto in Superliga  |
| Vojvodina           | Novi Sad     | Stadio Karađorđe   | 5º posto in Superliga  |
| Voždovac            | Belgrado     | Stadio Bojan Majić | 7º posto in Superliga  |
| Železničar Pančevo  | Pančevo      | Stadio SC Mladost  | 2º posto in Prva Liga  |

## Allenatori e primatisti
| Squadra             | Allenatore | Calciatore più presente | Cannoniere |
| ------------------- | --- | ----------------------- | ---------- |
| Čukarički           | Dušan Kerkez(1ª-3ª) Igor Matić (4ª-19ª) Gordan Petrić (20ª-25ª) Goran Stanić (26ª-)                               |                         |            |
| IMT                 | Nejboša Jandrić                                                                                                   |                         |            |
| Javor               | Radovan Ćurčić |                         |            |
| Mladost Lučani      | Igor Savić (1ª-12ª) Tomislav Sivić (13ª-)                                                                         |                         |            |
| Napredak Kruševac   | Dragan Perišić (1ª-12ª) Vladimir Gaćinović (13ª-)                                                                 |                         |            |
| Novi Pazar          | Dragan Aničić (1ª-4ª) Siniša Dobrasinović (5ª-19ª) Igor Matić (20ª-26ª) Dragan Žarković (27ª) Slavko Matić (28ª-) |                         |            |
| Partizan            | Igor Duljai |                         |            |
| Radnički Kragujevac | Dejan Joksimović (1ª-8ª) Feđa Dudić (9ª-)                                                                         |                         |            |
| Radnički Niš        | Nikola Trajković (1ª-15ª) Slavoljub Đorđević (16ª-19ª) Nikola Trajković (20ª-24ª) Dejan Joksimović (25ª-)         |                         |            |
| Radnik Surdulica    | Zoran Ljubinković (1ª-15ª) Milan Milanović (16ª-19ª) Dušan Đorđević (20ª-29ª) Dejan Đuričić (30ª-)                |                         |            |
| Spartak Subotica    | Aleksander Kerzhakov (1ª-15ª) Nenad Lalatović (16ª-29ª) Miloš Kruščić (30ª-)                                      |                         |            |
| Stella Rossa        | Barak Bakhar (1ª-19ª) Vladan Milojević (20ª-)                                                                     |                         |            |
| TSC Bačka Topola    | Žarko Lazetić |                         |            |
| Vojvodina           | Radoslav Batak (1ª-2ª) Ranko Popović (3ª-19ª) Božidar Bandović (20ª-)                                             |                         |            |
| Voždovac            | Marko Savić (1ª-19ª) Nikola Mitić (20ª-)                                                                          |                         |            |
| Železničar          | Predrag Rogan (1ª-4ª) Aleksandar Linta (5ª-11ª) Nenad Mijailović (12ª-26ª) Siniša Dobrasinović (27ª-)             |                         |            |

## Stagione regolare

### Classifica
|  | Pos. | Squadra             | Pt | G  | V  | N | P  | GF | GS | DR  |
|  | ---- | ------------------- | -- | -- | -- | - | -- | -- | -- | --- |
|  | 1.   | Stella Rossa        | 77 | 30 | 25 | 2 | 3  | 77 | 22 | +55 |
|  | 2.   | Partizan            | 70 | 30 | 22 | 4 | 4  | 66 | 35 | +31 |
|  | 3.   | TSC Bačka Topola    | 60 | 30 | 17 | 9 | 4  | 57 | 29 | +28 |
|  | 4.   | Vojvodina           | 50 | 30 | 14 | 8 | 8  | 49 | 42 | +7  |
|  | 5.   | Radnički Kragujevac | 50 | 30 | 16 | 2 | 12 | 46 | 46 | 0   |
|  | 6.   | Čukarički           | 48 | 30 | 13 | 9 | 8  | 44 | 33 | +11 |
|  | 7.   | Mladost Lučani      | 40 | 30 | 11 | 7 | 12 | 30 | 40 | -10 |
|  | 8.   | Napredak Kruševac   | 39 | 30 | 11 | 6 | 13 | 31 | 39 | -8  |
|  | 9.   | Novi Pazar          | 36 | 30 | 10 | 6 | 14 | 35 | 40 | -5  |
|  | 10.  | Spartak Subotica    | 34 | 30 | 10 | 4 | 16 | 29 | 44 | -15 |
|  | 11.  | Radnički Niš        | 33 | 30 | 9  | 6 | 15 | 33 | 40 | -7  |
|  | 12.  | IMT Belgrado        | 32 | 30 | 9  | 5 | 16 | 34 | 47 | -13 |
|  | 13.  | Javor Ivanjica      | 31 | 30 | 9  | 4 | 17 | 28 | 45 | -17 |
|  | 14.  | Voždovac            | 30 | 30 | 7  | 9 | 14 | 38 | 48 | -10 |
|  | 15.  | Železničar Pančevo  | 26 | 30 | 7  | 5 | 18 | 34 | 59 | -25 |
|  | 16.  | Radnik Surdulica    | 17 | 30 | 3  | 8 | 19 | 19 | 41 | -22 |

## Gruppo scudetto
|                   | Pos. | Squadra             | Pt | G  | V  | N  | P  | GF | GS | DR  |
| ----------------- | ---- | ------------------- | -- | -- | -- | -- | -- | -- | -- | --- |
| Serbia (bandiera) | 1.   | Stella Rossa        | 96 | 37 | 31 | 3  | 3  | 94 | 28 | +66 |
|                   | 2.   | Partizan            | 78 | 37 | 24 | 6  | 7  | 80 | 48 | +32 |
|                   | 3.   | TSC Bačka Topola    | 75 | 37 | 22 | 9  | 6  | 75 | 39 | +36 |
|                   | 4.   | Vojvodina           | 61 | 37 | 17 | 10 | 10 | 62 | 50 | +12 |
|                   | 5.   | Radnički Kragujevac | 61 | 37 | 19 | 4  | 14 | 64 | 61 | +3  |
|                   | 6.   | Čukarički           | 57 | 37 | 16 | 9  | 12 | 57 | 47 | +10 |
|                   | 7.   | Mladost Lučani      | 46 | 37 | 13 | 7  | 17 | 38 | 53 | -15 |
|                   | 8.   | Napredak Kruševac   | 40 | 37 | 11 | 7  | 19 | 36 | 66 | -30 |

Legenda:
      Campione di Serbia e ammessa alla UEFA Champions League 2024-2025.
      Ammessa alla UEFA Champions League 2024-2025.
      Ammessa alla UEFA Europa League 2024-2025.
      Ammessa alla UEFA Conference League 2024-2025.
Regolamento:
Tre punti a vittoria, uno a pareggio, zero a sconfitta.
In caso di arrivo di due o più squadre a pari punti, la graduatoria verrà stilata secondo la classifica avulsa tra le squadre interessate che prevede, in ordine, i seguenti criteri:
- Punti negli scontri diretti.
- Differenza reti negli scontri diretti.
- Differenza reti generale.
- Reti realizzate in generale.
- Sorteggio.

## Gruppo retrocessione
|  | Pos. | Squadra            | Pt | G  | V  | N  | P  | GF | GS | DR  |
|  | ---- | ------------------ | -- | -- | -- | -- | -- | -- | -- | --- |
|  | 9.   | Novi Pazar         | 48 | 37 | 14 | 6  | 17 | 44 | 47 | -3  |
|  | 10.  | Spartak Subotica   | 47 | 37 | 13 | 8  | 16 | 36 | 47 | -11 |
|  | 11.  | IMT Belgrado       | 42 | 37 | 11 | 9  | 17 | 43 | 53 | -10 |
|  | 12.  | Radnički Niš       | 41 | 37 | 11 | 8  | 18 | 40 | 48 | -8  |
|  | 13.  | Javor Ivanjica     | 40 | 37 | 11 | 7  | 19 | 34 | 51 | -17 |
|  | 14.  | Železničar Pančevo | 39 | 37 | 10 | 9  | 18 | 47 | 65 | -18 |
|  | 15.  | Voždovac           | 38 | 37 | 9  | 11 | 17 | 46 | 58 | -12 |
|  | 16.  | Radnik Surdulica   | 18 | 37 | 3  | 9  | 25 | 24 | 59 | -35 |

Legenda:
 Spareggi promozione/retrocessione
      Retrocessa in Prva Liga 2024-2025
Note:

Tre punti a vittoria, uno a pareggio, zero a sconfitta.

## Spareggio promozione/retrocessione
| Squadra 1                      | Totale | Squadra 2          | Andata | Ritorno |
| ------------------------------ | ------ | ------------------ | ------ | ------- |
| 29 maggio 2024 / 3 giugno 2024 |        |                    |        |         |
| Tekstilac Odžaci               | 2 - 1  | Javor Ivanjica     | 1 - 0  | 1 - 1   |
| 30 maggio 2024 / 3 giugno 2024 |        |                    |        |         |
| Inđija                         | 1 - 4  | Železničar Pančevo | 1 - 2  | 0 - 2   |